# منطقة تلاع العلي، أم السماق وخلدا
تلاع العلي هي إحدى مناطق محافظة عمان في الأردن.